# جورج فوربس (سياسي نيوزلندي)
جورج ويليام فوربس (بالإنجليزية: George Forbes)‏، (12 مارس 1869 – 17 مايو 1947)، وكان سياسيًا نيوزيلنديًا شغل منصب رئيس الوزراء الثاني والعشرين لنيوزيلندا من 28 مايو 1930 حتى 6 سبتمبر 1935.
وُلد فوربس بمدينة ليتلتون ثم بدأ لاحقًا في العمل بالزراعة بالقرب من مدينة كرايستشرش. أصبح فوربس ناشطًا في السياسة المحلية. دخل فوربس مجلس النواب أول مرة في عام 1908 بصفته عضوًا بالحزب الليبرالي، وعندما رفض الحزب الليبرالي، أصبح فوربس قائدًا للحزب الذي أُنشئ حديثًا آنذاك، وهو الحزب المتحد، في عام 1928. كان وصوله إلى سلطة رئاسة الوزراء غير متوقع، واعتقد البعض أنه غير ملائم لهذا المنصب؛ إذ كان من سوء حظه أنه تولى هذا المنصب خلال أسوأ فترات الكساد الكبير. ومع ذلك، ظل فوربس في منصبه لمدة خمس سنوات. ترأس فوربس حكومة ائتلاف الإصلاح المتحدة، والتي أصبحت في النهاية الحزب الوطني الحديث في نيوزيلندا.
غالبًا ما كان يُطلق على فوربس لقب «فوربس الأمين»، إذ كان معروفًا بنزاهته، ومهارته النادرة في المناظرات، وقوة ذاكرته. واكتسب فوربس إعجاب واحترام الكثير من البرلمانيين بجميع نواحي المجلس من خلال سلوكه اللطيف والمهذب. وطوال فترة عمله في السياسة الوطنية، كان ناخبو دائرة هورونوي الانتخابية يُكنون احترامًا كبيرًا لفوربس: فحتى عندما كان يعمل رئيسًا للوزراء، كان فوربس يرفع أكمامه للمساعدة في تحميل الأغنام من مزرعته على عربات قطارات البضائع المتجهة إلى السوق.

## مطلع حياته
وُلد فوربس بمدينة ليتلتون، بالقرب من مدينة كرايستشرش. وتلقى تعليمه بمدرسة كرايستشرش الثانوية للبنين بمدينة كرايستشرش، ولم يتلقَ تعليمًا جامعيًا. أصبح فوربس معروفًا بقدراته في الرياضات، خاصةً في ألعاب القوى، والتجديف، والرغبي إذ كان قائدًا لفريق كانتربيري. وبعد الانتهاء من دراسته بالمدرسة، عمل فوربس لفترة وجيزة في مكتب تجارة مستلزمات السفن الخاص بوالده في ليتلتون، ولكنه أسس بعد ذلك عملًا ناجحًا لنفسه في الزراعة بالقرب من مدينة شيفيوت شمال كرايستشرش. وسريعًا ما أصبح فوربس ناشطًا في السياسة المحلية بمنطقته، وتحديدًا فيما يخص مجلس مقاطعة شيفيوت، وجمعية مستوطني شيفيوت.

## دخول البرلمان
حاول فوربس المشاركة في السياسة الوطنية لأول مرة في انتخابات عام 1902، إذ ترشح عن دائرة هورونوي الانتخابية. ترشح فوربس مستقلًا، بعد فشله في الحصول على ترشيح الحزب الليبرالي. ولم ينجح فوربس في هذه الانتخابات. ولكن أصبح فوربس المرشح الرسمي للحزب الليبرالي عن دائرة هورونوي في عام 1908، وفاز بمقعد دائرة هورونوي في المجلس. وظل فوربس محتفظًا بهذا المقعد لمدة 35 عامًا.
ظل فوربس عضوًا برلمانيًا بالمقاعد الخلفية للبرلمان لفترة من الوقت، ولكنه أصبح حامل سوط الحزب الليبرالي عندما أصبح رئيس الحزب آنذاك، توماس ماكنزي، رئيسًا للوزراء في مارس 1912. احتفظ فوربس بهذا المنصب عندما اتجه حزبه إلى المعارضة في يوم 10 يوليو 1912. ومع ذلك، حظا فوربس بمكانة أعلى بكثير داخل الحزب مقارنةً بمسؤولياته الرسمية، إذ اعتقد البعض أنه الزعيم المحتمل للحزب.
وبحلول أوائل عشرينيات القرن العشرين، واجه الحزب الليبرالي قرارًا بشأن مستقبله السياسي. سيطرت حكومة حزب الإصلاح بقيادة ويليام ماسي على المشهد السياسي، بعد حصولها على تصويت المحافظين، بينما بدأ حزب العمال الصاعد في إضعاف قاعدة الناخبين التقدميين للحزب الليبرالي. واعتقد العديد من أعضاء الحزب الليبرالي أنه لابد من التحالف مع حزب الإصلاح، باعتبار أن هذا التعاون سيكون ضروريًا لمواجهة «راديكالية» حزب العمال. وعند وفاة ماسي في 1925، قرر قائد الحزب الليبرالي آنذاك، توماس ويلفورد، الاجتماع بخليفة ماسي في قيادة حزب الإصلاح باقتراح دمج الحزبين معًا، مقترحًا أن يكون اسم الحزب الجديد «الحزب الوطني». اختار الحزب الليبرالي فوربس ليكون ممثلًا عن الحزب في الاجتماع المشترك. رفض القائد الجديد لحزب الإصلاح آنذاك، غوردون كوتس، هذا الاقتراح، ولكن صرح ويلفورد أن الحزب الليبرالي سيتبنى اسم «الحزب الوطني» بصرف النظر عن ذلك.

## مناصب
- انتخب عضو مجلس الشورى البريطاني.
- انتخب وزير المالية [الإنجليزية]‏.
- انتخب زعيم المعارضة (13 أغسطس 1925 – 4 نوفمبر 1925).
- انتخب رئيس وزراء نيوزيلندا (28 مايو 1930 – 6 ديسمبر 1935).
- انتخب عضو مجلس النواب نيوزيلندا.